# Luweero (distrito)

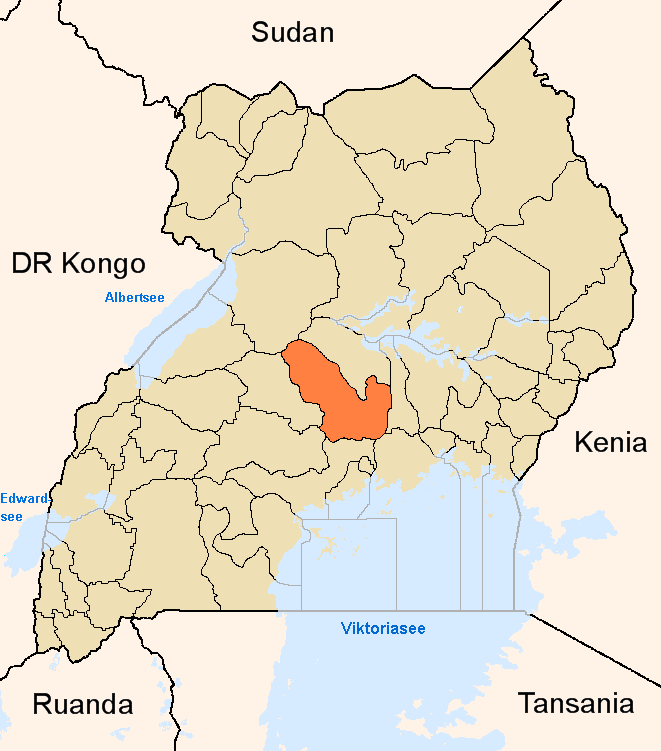
Distrito de Luweero

Luweero, também chamado Luwero, é um distrito localizado na Região Central de Uganda. Possui uma superfície de 5572 km².

## Localização
Luweero faz fronteira com o distrito de Nakasongola ao norte, com o distrito de Kayunga a leste, com distrito de Mukono a sudeste, com o distrito de Wakiso ao sul, e com o distrito de Nakeseke a leste. Sua sede, a cidade Luweero, está a aproximadamente 75 quilômetros (47 mi), por rodovia, de Kampala, a capital e maior cidade de Uganda. As coordenadas do distrito são 0° 50′ 0″ N, 32° 30′ 0″ (Latitude:0.8333; Longitude:32.500).

## História
O distrito de Luweero foi palco de sangrenta revolta liderada pelo grupo rebelde National Resistance Army, e brutal contra-revolta por parte do governo de Milton Obote, conhecida como Guerra de Luweero (ou "Bush War"), que matou milhares de civis durante o início e meio dos anos 80. A área afetada pela guerra ficou conhecida como Triângulo Luweero.
Em 2005, o condado Nakaseke foi separado do distrito de Luweero para formar o distrito de Nakaseke. A capital de Luweero é a cidade de Luweero. Outras cidades do distrito são Bombo, Wobulenzi, Bamunanika, Kalagala, Kalule, Ndejje e Ziroobwe.

## População
O censo nacional de 1991 estimou a população do distrito em 255.400 habitantes. Em 2002, a população estimada era de 341.300. Em 2012, a população estimada era de 440.200 pessoas. O censo nacional populacional de 2014 enumerou uma população de 458.158 habitantes.

## Atividades econômicas
A agricultura é a principal atividade econômica do distrito. A estimativa é que 85% da sua população esteja envolvida na atividade.

## Pontos de interesse
As principais atrações e pontos de interesse do distrito são:
- Campus principal da Universidade de Bugema
- Campus principal da Universidade de Ndejje
- Campus da Universidade de Kampala
- Palácio de Bamunanica, um dos palácios do cabaca do Reino de Buganda, localizado em Bamunanica
- Hospital Militar de Bombo, um dos dois hospitais militares de Uganda (o outro é o Hospital Militar de Mbuya)